# Zamarada fusticula
Zamarada fusticula är en fjärilsart som beskrevs av Fletcher 1974. Zamarada fusticula ingår i släktet Zamarada och familjen mätare. Inga underarter finns listade i Catalogue of Life.